# Adolf Solomonowitsch Schajewitsch
Adolf Solomonowitsch Schajewitsch (russisch Адольф Соломонович Шаевич; geboren 1937 in Chabarowsk) ist seit 1983 Rabbiner der Choral-Synagoge, der Hauptsynagoge von Moskau.
Schajewitsch ist Präsidiumsmitglied des Interreligiösen Rates Russlands (russ. Meschreligiosny sowet Rossii / Межрелигиозный совет России (МСР); wiss. Transliteration Mežreligioznyj sovet Rossii; engl. Interreligious Council in Russia). Sein Anspruch auf die Leitung der jüdischen Gemeinden Russlands wird von Berel Lazar in Frage gestellt. Lazar leitet die Föderation Jüdischer Gemeinden Russlands (russ. Федерация еврейских общин России, engl. Federation of Jewish Communities of Russia), die dem orthodoxen Judentum angehört und der Lubawitsch-Bewegung nahesteht.

## Biographie
Adolf Schajewitsch wurde in Chabarowsk geboren, er entstammte einer säkular geprägten jüdischen Familie, die ursprünglich aus der westlichen Ukraine stammte. Kurz nach seiner Geburt zog die Familie ins nahegelegene Birobidschan. Seine Ausbildung am Polytechnikum in Chabarowsk schloss Schajewitsch 1964 ab. 1972 gab er seine Stelle als leitender Mechaniker bei einer örtlichen Behörde auf und zog nach Moskau, wo er eine bescheidene Anstellung an der kleinen Religionsschule der Moskauer Choralsynagoge erhielt. 1973 vermittelte der New Yorker Rabbiner Arthur Schneier, der gute Beziehungen zum sowjetischen US-Botschafter Dobrynin hatte, Schajewitsch und seinem Kommilitonen Jefim Levits, der später Rabbiner an der Leningrader Hauptsynagoge wurde, ein Stipendium zum Studium am Rabbinerseminar in Budapest, damals der einzigen Ausbildungsstätte für angehende Rabbiner im Ostblock.
Nach seiner Rückkehr nach Moskau erhielt Schajewitsch von Jakow Fischman, dem damaligen Rabbiner der Moskauer Choralsynagoge, ein Angebot, als sein Stellvertreter zu amtieren. Nach Fischmans Tod wurde Schajewitsch zum Oberrabbiner der Choralsynagoge und gleichzeitig zum Oberrabbiner von Moskau.
1988 verbrachte Schajewitsch einen dreimonatigen Studienaufenthalt an der Yeshiva University in New York. Am 1. Januar 1989 teilte er dem Jüdischen Weltkongress (WJC) mit, er werde auf die Mitwirkung im Antizionistischen Komitee der sowjetischen Öffentlichkeit verzichten, wodurch seine Teilnahme am WJC ermöglicht wurde.
Während Schajewitsch vom Russisch-Jüdischen Kongress (russ. Российский еврейский конгресс, engl. Russian Jewish Congress) zum Oberrabbiner Russlands ernannt wurde, wird Berel Lazar von der russischen Regierung offiziell als Oberrabbiner Russlands anerkannt. Der Konflikt zwischen den beiden Rabbinern eskalierte im Juni 2000, als Schajewitsch von Chabad zum Rücktritt aufgefordert wurde. Im Gegensatz zu Schajewitsch hat Lazar von der russischen Regierung zahlreiche wichtige Stellen und ehrenvolle Auszeichnungen von Staatspräsident Wladimir Putin erhalten. Als Grund für die Isolation von Schajewitsch wird seine Nähe zum Medienzar Gussinski vermutet. Nachdem Gussinski Putins Rivalen als Ministerpräsident 1999 unterstützte, berief Putin nach seiner Ernennung zum Ministerpräsidenten unverzüglich Lazar in seinen Vertrautenkreis.
1987 erhielt Schajewitsch den Orden der Völkerfreundschaft. Aus Anlass seines 70. Geburtstags wurde er 2008 von Moskaus Bürgermeister Luschkow mit der Verdienstmedaille für Moskau ausgezeichnet.